# Morózovo (Kaluga)
|  | Per a altres significats, vegeu «Morózovo». |

Morózovo (en rus: Морозово) és un poble de l'óblast de Kaluga, a Rússia, que en el cens del 2010 tenia 54 habitants, pertany al districte de Spas-Démensk.